# Paullinia fimbriata
Paullinia fimbriata är en kinesträdsväxtart som beskrevs av Ludwig Radlkofer. Paullinia fimbriata ingår i släktet Paullinia och familjen kinesträdsväxter. Inga underarter finns listade i Catalogue of Life.